# Meerbrug
De Meerbrug (Brug 308) is een vaste brug in Amsterdam-Noord.
De brug is gelegen in de Kadoelenweg en voert over een sloot die parallel loopt aan de noordkant van de Stoombootweg. Er lag hier al een brug in de tijden dat de gemeente Landsmeer hier nog gronden had. De brug was een van de weinige stukken van de Kadoelenweg, die al snel na de Stormvloed van 1916 weer boven het dalende wateroppervlak kwam. De Meerbrug lag toen in de Dorpsstraat. In april 1928 werd geconstateerd dat die brug in een dermate slechte staat was dat ze aan vernieuwing toe was. Er waren drie opties:
- de sloot (Meersloot) wordt gedempt, maar dat stuitte op bezwaren van enkele belanghebbenden voor doorvaart;
- plaatsing van een losse post, een brug met een beweegbaar middendeel, die steeds met de hand geopend en gesloten zou moeten worden;
- een vaste brug met een doorvaarthoogte van circa 1 meter en een breedte van 5,5 meter.

Het werd de laatste. De brug werd ontworpen door een plaatselijk opzichter. Er was een aannemer die brug (en noodbrug) voor 5700 gulden kon neerleggen. Het moest snel gebeuren want in juli 1928 werd geconstateerd dat de Meerbrug niet bepaald een sieraad voor het dorp was (De Waterlander, 28 juli 1928). De brug kreeg daarbij stenen balustrades/leuningen.
De brug is daarna nog een keer (vermoedelijk rond 1955) aangepast, zowel de Stoombootweg als de Kadoelenweg moesten steeds verbreed worden in verband met het toenemende verkeer. De brug verhuisde in 1966 naar de gemeente Amsterdam, die toen het zuidelijk deel van de gemeente Landsmeer annexeerde. In de 21e eeuw is het een zogenaamde duikerbrug; een brug over een duiker. Slechts met kano of kajak kan onder de brug doorgevaren worden. Daarbij heeft de brug een enigszins trechterachtige vorm. De oostkant staat loodrecht over de duiker; de westkant loopt schuin. De balustrades/leuningen zijn dan van metaal in de voor Amsterdam standaardkleur blauw. Een opvallend detail aan de brug is dat in de leuningen verlichting is aangebracht achter kunststof vensters. Op beide brugleuningen is een elektriciteitskastje van het GEB gemonteerd voor die verlichting, de kastjes dateren uit de periode 1941 tot 1985, de periode dat het GEB (daarvoor alleen GE) bestond. Aan de leuningen hangen bloembakken.
De naam van de brug verwijst naar Het Meertje, de naam van een buurtschap hier aan de Wilmkebreek (het meertje).
Amsterdam kende overigens al eerder een brug met brugnummer 308; deze lag aan het andere eind van de stad; in de Zuidelijke Wandelweg over de Boerenwetering. Tot minstens 1954 lag die brug daar; wanneer de brug gesloopt is is vooralsnog onbekend. 

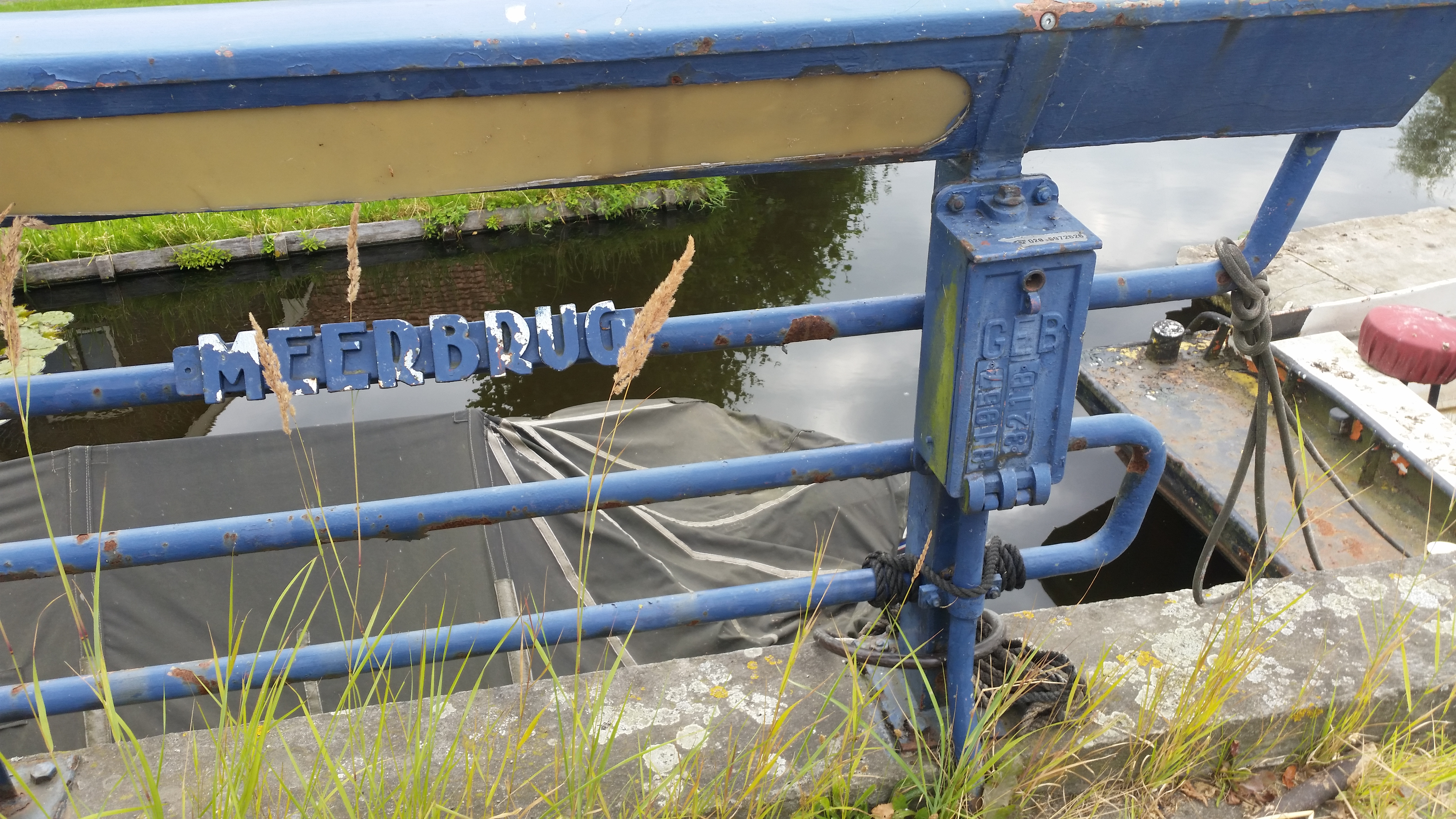
Leuning, verlichting, GEB-kast en naamplaat op brug 308

<<< · 300 · 301 · 302 · 303 · 304 · 305 · 306 · 307 · 308 · 309 · 310 · 311 · 312 · 313 · 314 · 315 · 316 · 317 · 318 · 320 · 321 · 322 · 323 · 324 · 325 · 327 · 328 · 330 · 331 · 332 · 333 · 334 · 335 · 336 · 337 · 338 · 339 · 340 · 341 · 342 · 343 · 344 · 345 · 346 · 347 · 348 · 349 · 350 · 351 · 352 · 353 · 354 · 355 · 356 · 357 · 358 · 359 · 360 · 361 · 362 · 363 · 364 · 365 · 366 · 367 · 368 · 371 · 372 · 373 · 374 · 375 · 376 · 377 · 378 · 379 · 380 · 381 · 382 · 383 · 385 · 386 · 387 · 388 · 389 · 390 · 391 · 392 · 393 · 394 · 395 · 396 · 397 · 398 · 399 · >>>
Brugnummers 319, 326, 329 (tijdelijke duiker in de Ringspoordijk), 369, 370, 384 zijn niet (meer) vergeven.